# Stupendemys
Genre
Espèces de rang inférieur
- † Stupendemys geographicus Wood, 1976 (espèce type)
- † Stupendemys souzai Bocquentin et Melo, 2006

Stupendemys est un  genre éteint de tortues d'eau douce qui replient leur cou de côté. Des fossiles ont été trouvés dans le nord de l'Amérique du Sud, dans des sédiments datant du Miocène supérieur et du Pliocène inférieur, soit d'il y a environ 9 à 5 millions d'années,.

## Description
Un fossile presque complet de la carapace de Stupendemys dépasse 2,35 mètres de longueur et est également très large. En utilisant ces proportions, l'estimation d'une carapace fossile plus grande mais moins complète atteindrait 3,30 mètres de long ce qui en fait l'une des plus grandes tortues qui ait jamais existé, rivalisant même avec Archelon. La plus grosse tortue d'eau douce actuelle d'Amérique du Sud, la tortue Arrau (Podocnemis expansa), qui est une tortue pleurodire étroitement liée à Stupendemys, ne mesure que 75 cm.
Chez l'espèce S. geographicus, la forme de la carapace était différente selon le sexe des individus (dimorphisme sexuel) : chez les mâles des pointes sont visibles au niveau de l'ouverture avant.

## Paléobiologie
En dépit de sa très grande taille, S. geographicus avait des prédateurs. En effet, ses fossiles sont souvent découverts en compagnie de ceux de caïmans géants du genre Purussaurus. Compte tenu de la taille de ce crocodilen, qui pouvait atteindre une dizaine de mètres, de ses préférences alimentaires et aussi grâce à l'observation de marques de morsures sur les carapaces de S. geographicus, il s'agissait vraisemblablement d'un prédateur de cette grande tortue d'eau douce,.

## Liste des espèces
Deux espèces ont été décrites à ce jour : 
- l'espèce type : Stupendemys geographicus (Wood, 1976), dont les restes ont été trouvés dans la formation d'Urumaco (nl) au Venezuela était l'espèce la plus robuste ;
- Stupendemys souzai (Bocquentin et Melo, 2006), légèrement plus petite et plus mince, a été découverte dans la formation de Solimões dans l'État d'Acre au Brésil[2],[8].

## Étymologie
La terminaison -emys vient du grec ancien ἐμύς, emýs : tortue d'eau douce.
Jean Bocquentin et Janira Melo ont choisi le nom de Stupendemys souzai en l'honneur du paléontologue brésilien Jonas Pereira de Souza Filho.

## Distribution
Miocène du Brésil et du Venezuela (Huayquérien-Montehermosien (es))[réf. souhaitée].

## Écologie

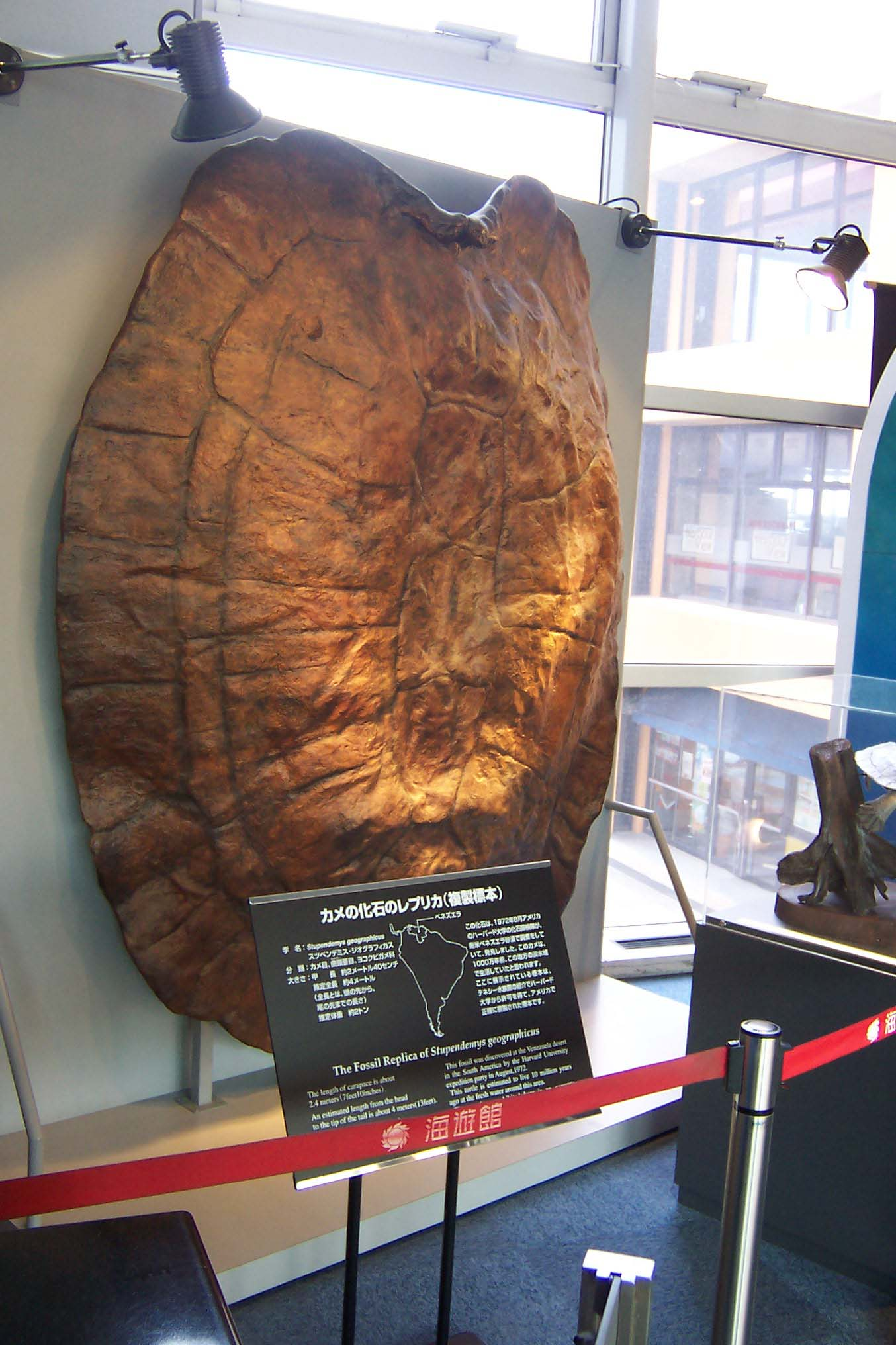
Réplique d'une carapace de Stupendemys geographicus à Osaka.

Son poids aidait Stupendemys à rester sous l'eau pendant longtemps pour pâturer les plantes aquatiques. C'était probablement une mauvaise nageuse, incapable de déplacer son volume à l'encontre de courants rapides, et elle évitait donc sans doute les petits cours d'eau.
Des fossiles de S. souzai  trouvés sur des sites riches en faune permettent de déduire l'écologie de ces animaux même si peu de choses sont connues avec certitude. Parmi les animaux aquatiques qui ont partagé l'habitat de S. souzai, il y avait des poissons, y compris des poissons-chats comme Phractocephalus hemioliopterus et des callichthyidés, des characidés comme Acregoliath rancii et le tambaqui (Colossoma macropomum), le dipneuste sud-américain (Lepidosiren paradoxa), des trahiras (par exemple Paleohoplias assisbrasiliensis), des raies et des requins. Les crocodiliens et d'autres Crurotarsi étaient nombreux et divers avec des taxons comme Charactosuchus fisheri, Gryposuchus, Mourasuchus, des nettosuchidés et le géant Purussaurus brasiliensis. On trouve dans les mêmes dépôts des tortues aquatiques et terrestres telles que Chelus columbiana (parente fossile de Matamata) et Chelonoidis. Les autres vertébrés aquatiques comprennent les dauphins de rivière et le grand « Anhinga » fraileyi.
Les mammifères terrestres étaient nombreux. La faune comprend beaucoup de megaherbivores, comme le paresseux terrestre Acremylodon campbelli, des ongulés appartenant aux Toxodontidae (en) (par exemple Gyrinodon et Trigodon) et aux  Proterotheriidae (en), ainsi que des rongeurs caviomorphes, certains d'entre eux de très grande taille (par exemple Kiyutherium, Neoepiblema, Phoberomys burmeisteri, Potamarchus murinus, Telicomys amazonensis et Tetrastylus). Le singe atele Stirtonia et la chauve-souris Noctilio lacrimaelunaris étaient les petits mammifères contemporains dans ces régions.
Au total, cette faune est dominée par les grands herbivores et manque  de carnivores terrestres. On peut donc supposer que l'habitat est principalement une forêt humide de basse altitude inondée à certaines saisons, ainsi que des plaines alluviales et des marécages. Les roches fossilifères sont des alluvions et ne donnent pas de preuve d'écoulements rapides qui auraient creusé profondément les sédiments en laissant peu de dépôts, par conséquent les rivières doivent avoir été larges et lentes.